# Tone Hrovat
Tone Hrovat, slovenski inženir agronomije in politik, * 27. maj 1958.
Med letoma 1992 in 2002 je bil član Državnega sveta Republike Slovenije; v drugem mandatu je bil predsednik Državnega sveta Republike Slovenije.